# ウェイクフィールドの戦い
ウェイクフィールドの戦い（Battle of Wakefield）は、1460年12月30日にウェスト・ヨークシャーのウェイクフィールド（Wakefield）で行われた薔薇戦争の主要な戦闘の一つである。ヘンリー6世の王妃マーガレット・オブ・アンジューが名目上の指揮官となっている国王軍（ランカスター派）と、王位を請求するヨーク公リチャードおよびその支援者（ヨーク派）による戦闘である。

## 戦いの経緯
ヨーク公はすでに国王ヘンリー6世から、ヘンリー6世の死後、王位を自身とその相続人に継がせるという約束を取り付けることに成功していた。王妃マーガレットはこの力ずくの約束を受け入れることに不本意で、彼女の唯一の息子である王太子エドワード（当時6歳）に王位を継がせる決心をしていた。兵力がヨーク派のそれに勝るという状態で、彼女はヨーク公に立ち向かうために北進した。

## 戦いの様子
この戦闘の様子については、ヨーク公の第2子であるラットランド伯エドムンドの「殺人」をクローズアップしてメロドラマ化したシェイクスピアの戯曲『ヘンリー六世 第3部』が最も有名であるが、実際何が起きたかについて確かなことは全く分かっていない。
正確な日付は不明、また同様に正確な戦場の場所も不明であるが、最も有力視されている場所はサンダル城（Sandal Castle）の北のウェイクフィールド・グリーンとして広く発展している辺りである。ヨーク公が死んだ現場に立てられたという記念碑は、その少し南の可能性がいっそう高いとされる場所（「古い記念碑があった」と伝えられる）に置かれたが、後の内戦で破壊された。マーガレット王妃が実際に戦場にいた可能性は低く、サマセット公とノーサンバランド伯が戦闘の指揮を執っていたと思われる。
シェイクスピアの戯曲でのエドムンドは子供として描かれており、クリフォード卿によるエドムンドの虐殺やそれに続くマーガレット王妃による父ヨーク公に対する殺害の前の拷問が描かれている。確かに現実でもヨーク公・エドムンドともこの戦闘で戦死するが、実際にはこの当時エドムンドは既に17歳で、充分戦闘に参加できる年齢に達していた。
ヨーク公の敗北は、増援部隊の到着を待つことなくサンダル城を出てランカスター派と対戦したり、自軍の力を実際よりも過大評価するなど、自身の過度な自信の結果であった。しかし、ヨーク公がこの戦闘の直前にランカスター派に寝返ったネヴィル卿に騙されたというのは有り得そうことである。
この戦いの後、ヨーク公、エドムンド、ソールズベリー伯の頭は棒に刺され、ヨークの城門ミックルゲート・バー（Micklegate Bar）の上に晒された。ヨーク公の頭には紙の王冠を載せてあり、「ヨーク公にヨークの街を見下ろさせてやれ」という札を下げていた。

## 戦いの影響
ヨーク派の首領であるヨーク公の死は、ヨーク派にとって非常に大きなダメージになった。ただしここで、ヨーク公の長男であるエドワードを後継者として残してきたのは重要な結果を生んだ。エドワードは若いながらも傑出した戦闘指揮官であり最高の政治家であると証明し、結局はイングランド国王エドワード4世として君臨することになる。